# 혈관내피전구세포
혈관내피전구세포(영어: en:endothelial progenitor cell )는 태아의 혈관 신생과정(영어: en:vasculogenesis )에서 주로 관여하는 세포로 알려져 있었지만, 성인의 말초혈액이나 골수 등과 같은 곳에서도 발견되고, 허혈성 질환이나 암 형성, 또는 망막병증 등 여러 가지 질환에서 혈관형성(영어: en:angiogenesis )에 관여하는 것으로 알려져 있다.
이러한 혈관내피전구세포는 여러 가지 사이토카인이나 성장인자 또는 호르몬등에 의해서 혈관형성이 이루어지는 곳으로 이동하게 되고, 자체에서 분비되는 인자들에 의해 혈관형성을 촉진하거나, 또는 혈관 내피세포로 분화되면서 혈관형성에 관여하게 된다. 혈관내피전구세포는 특이적으로 발현하는 표면항체 또는 배양 방법에 따라 분리할 수 있다.

## 혈관내피전구세포의 발견과 역사
혈관내피전구세포는 배아 발달 단계에서 혈관형성에 관여하는 세포로 알려져 있었지만, 일본의 Asahara's 실험실에서 혈관내피전구세포에서 특이적으로 발현하는 표면항체인 CD34 또는 VEGFR-2(KDR)을 통해 성인의 말초혈액에서도 분리가 가능하고, 이렇게 분리한 세포는 허혈성 질환 마우스 모델에 주입을 하였을 때 혈관형성에 관여한다고 보고 되었고, 이를 계기로 혈관내피전구세포에 관한 연구가 많이 이루어지고 있다.

## 배양방법에 따른 혈관내피전구세포의 특징과 기능

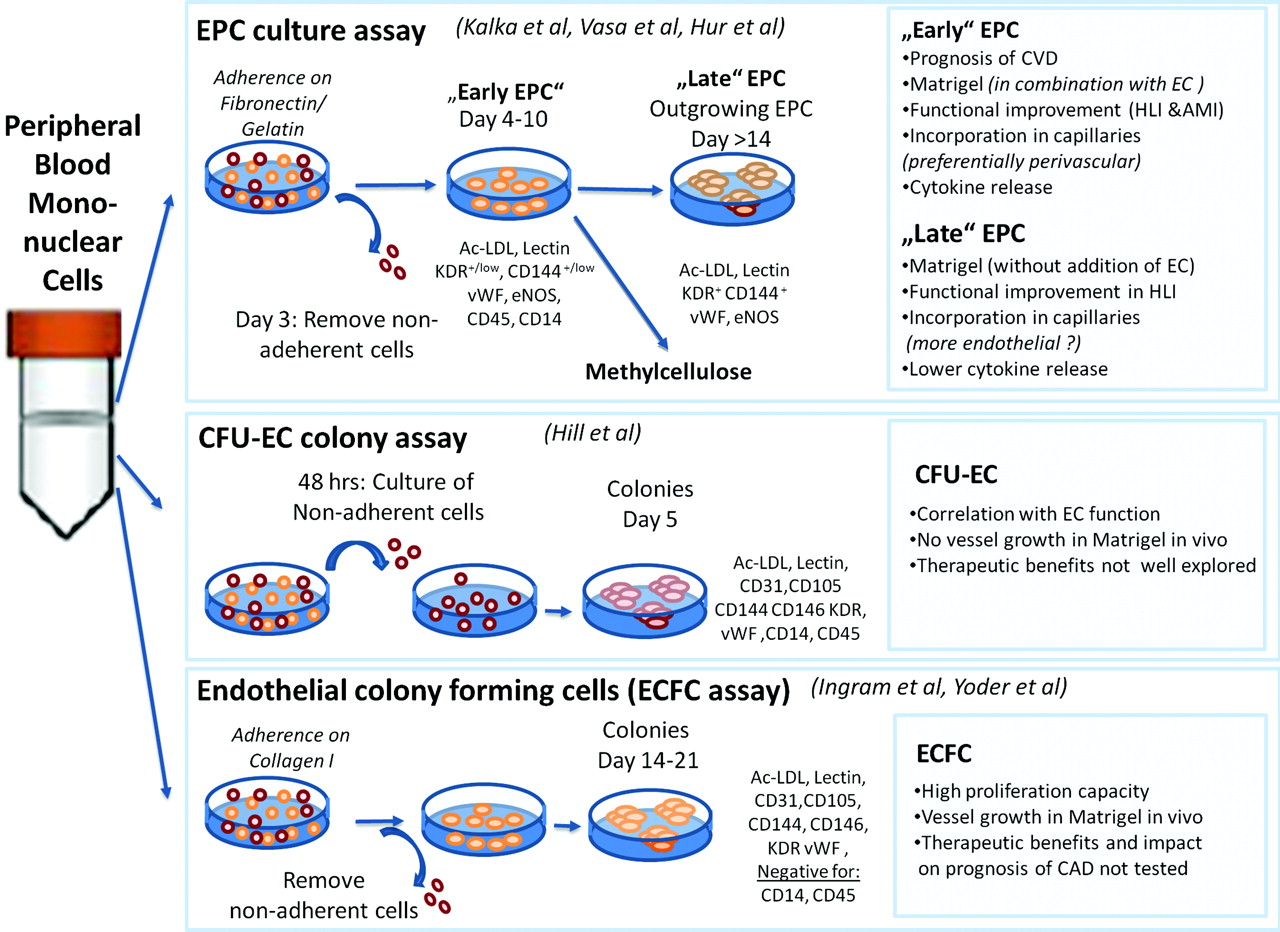
배양방법에 따른 혈관내피전구세포의 명명과 특징

혈관내피전구세포는 배양방법에 따라 나타나는 특징과 기능 그리고 명명 방법이 다르다.

### Circulating angiogenic cells (CACs)
Circulating angiogenic cells (CACs)는 성인의 말초혈액에서 분리한 단핵세포 (hPBMNCs)를 vascular endothelial growth factor (VEGF), fibroblast growth factor 2 (FGF2), insulin growth factor-I (IGF-I), epidermal growth factor (EGF)등 여러 가지 성장인자들이 포함된 배양액에서 fibronectin이 코팅된 배양접시에서 배양을 하였을 때 나타나는 혈관전구내피세포이다. 이는 4일 후에, 부착되지 않은 세포는 제거하고, 부착된 세포만 배양을 하는데, 이러한 세포는 혈관내피전구세포에서 나타나는 특징인 acetylated low-density lipoprotein (ac-LDL)를 uptake하고 Ulex europaeus agglgutinin-I lectin (UEA-I)과 결합할 수 있다. 이렇게 분리한 혈관내피전구세포는 혈관형성이 이루어지는 부위로 이동을 하게 되는데, 혈관을 형성하는 능력보다는 자체에서 분비하는 여러 가지 사이토카인이나 성장인자들의 paracrine 효과에 의해 주변에 존재하는 혈관내피세포의 혈관형성을 촉진시키는 기능을 가지고 있다.

### Colony forming unit-Hill (CFU-Hill)
Colony forming unit-Hill (CFU-Hill)는 circulating angiogenic cells (CACs)와 마찬가지로 부착한 세포만 배양을 하게 되는데 약 4-9일 후에 방추사 형태를 가진 세포들이 나타나게 되고, 이는 혈관내피전구세포 또는 혈관내피세포에서 발현하는 표면항체를 발현하고 혈관내피전구세포의 특징을 가지고 있으며, 세포의 기능은 circulating angiogenic cells (CACs)와 유사하다.

### Endothelial colony-forming cell(ECFC)
Endothelial colony-forming cell(ECFC)은 1형 콜라겐이 코팅된 배양접시에서 hPBMNCs 또는 자궁 탯줄 혈액 단핵 세포 (UCB-MNCs)를 배양하였을 때 나타나는 세포이다. 부착된 세포를 약 5-22일 배양 하였을 때, cobblestone 형태를 띠는 콜로니들이 나타나게 되고 이는 앞서 설명한 배양방법에 따라 나타나는 혈관내피전구세포와는 달리 증식능력이 뛰어나며, 허혈성 질환 모델에 주입을 하였을 때, 자체에서 분비되는 인자들에 의해 혈관 형성을 촉진시키거나, 혈관내피세포로 분화가 이루어지게되면서 혈관형성이 이루어지게된다.

## 혈관내피전구세포의 homing

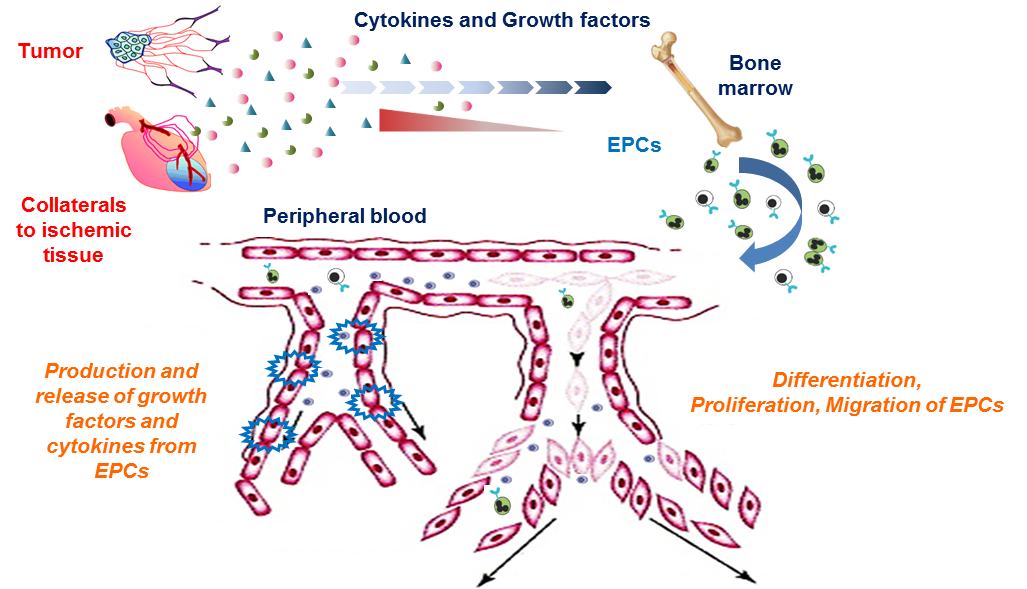
혈관내피전구세포의 homing

혈관내피전구세포는 암이나 허혈성 부위등 혈관형성이 필요한 부위로 이동하게 되는데 이를 혈관내피전구세포의 homing 이라고 한다. 여러 가지 사이토카인이나 성장인자들이 homing을 유도하는 것으로 알려져 있으며, 이렇게 이동한 혈관내피전구세포는 자체에서 분비되는 인자들에 의한 paracrine 영향 또는 혈관내피세포로 분화가 이루어지면서 혈관형성을 유도하게 된다.

## 전분화능 줄기세포를 이용한 혈관내피전구세포로의 분화
만능성 줄기세포는 여러 가지 세포로 분화할 수 있다는 특징을 가지고 있어, 최근에는 이러한 줄기세포를 통해 혈관내피전구세포로 분화시키려는 연구들이 많이 이루어지고 있다. 혈관내피전구세포로 분화를 유도하기 위해서는 먼저 배상체 또는 2D 배양 방법을 통해 미분화 줄기세포를 Activin-A, BMP-4 또는 VEGF, bFGF등 여러 가지 성장인자들을 첨가하면서 mesoderm lineage로 촉진시키고, 그 다음, 혈관내피전구세포 분화를 유도하기 위해 VEGF, bFGF 또는 SCF나 IL-6 등 몇가지 성장인자들이나 사이토카인을 추가적으로 첨가하면서 혈관내피전구세포로 분화시킨다. 이렇게 분화된 세포는 허혈성 질환 마우스 모델이 주입을 하였을 때 혈관 형성을 유도한다.

## 같이 보기
- 배엽에서 유래된 사람 세포 유형 목록